# نگهبان نامرئی
نگهبان نامرئی (به اسپانیایی: El guardián invisible) یک فیلم دلهره‌آور اسپانیایی است که در سال ۲۰۱۷ منتشر شد.

## بازیگران
- مارتا اتورا
- الویرا مینگس
- کالین مک‌فارلن
- پاکو توس
- رامون بارئا
- میگل اِران
- مانولو سولو
- پاتریسیا لوپس آرنائیس
- فرانسزگ اوریا